# Voires
Voires település Franciaországban, Doubs megyében. Lakosainak száma 75 fő (2022. január 1.). Voires Guyans-Durnes, Lavans-Vuillafans, Durnes és Vernierfontaine községekkel határos.

## Népesség
A település népessége az elmúlt években az alábbi módon változott:
| Lakosok száma | 72   | 49   | 56   | 56   | 80   | 94   | 92   | 80   | 78   | 75   |
|               | 1968 | 1982 | 1990 | 2006 | 2013 | 2015 | 2017 | 2019 | 2020 | 2022 |